# Ercole Spada
Ercole Spada (Busto Arsizio, 26 de julho de 1937 — Sestriere, 3 de agosto de 2025) foi um designer de automóveis.
As suas concepções mais notáveis foram realizadas durante a década de 1960, na sua passagem pelo estúdio de design Zagato.